# Emanuele Quero Turillo
Emanuele Quero Turillo (Jaén, 1554 – 2 settembre 1605) è stato un vescovo cattolico spagnolo.

## Biografia
Nato a Jaén, sede dell'omonima diocesi in Spagna, si laureò in utroque iure.
Presentato dal re Filippo II nella sua qualità di re di Sicilia, il 18 dicembre 1596 papa Clemente VIII lo nominò vescovo di Cefalù; ricevette l'ordinazione episcopale a Roma il 30 maggio 1597 dal cardinale Giulio Antonio Santori.
Nel 1602 celebrò il sinodo diocesano.
Morì il 2 settembre 1605; fu sepolto nella cattedrale di Cefalù.

## Genealogia episcopale
La genealogia episcopale è:
- Cardinale Scipione Rebiba
- Cardinale Giulio Antonio Santori
- Vescovo Emanuele Quero Turillo